# داگ میرو
داگ میرو (به انگلیسی: Doug Miro) (زاده ۲۰ ژانویه ۱۹۷۲) فیلمنامه‌نویس آمریکایی مستقر در شهر لس آنجلس است. میرو فیلمنامه‌نویسی را در یواس‌سی مدرسه هنرهای سینمایی آموخت.

## فیلم‌شناسی
- (۲۰۰۵) حمله بزرگ
- (۲۰۰۹) بی‌دعوت
- (۲۰۱۰) شاهزاده ایران: ماسه‌های زمان
- (۲۰۱۰) شاگرد جادوگر